# Brasiliorchis gracilis
Brasiliorchis gracilis  (лат.) — вид однодольных растений рода Brasiliorchis семейства Орхидные (Orchidaceae). Растение впервые описано в 1832 году в собрании иллюстраций и описаний растений The Botanical Cabinet, издававшегося Конрадом Лоддиджзом и сыновьями.

## Распространение, описание
Эндемик Бразилии, распространённый на севере и востоке страны. Встречается в прибрежных атлантических лесах и в штате Минас-Жерайс.
Небольшое эпифитное растение. Псевдобульба сжатая, яйцевидно-грушевидной формы, несущая два заострённых листа. Соцветие бледно-зелёное или красноватое. Цветок один на каждом растении, размером около 6,5 см. Цветёт весной и летом.

## Синонимика, систематика
Синонимичные названия:
- Bletia humilis Link & Otto
- Maxillaria gracilis Lodd.
- Maxillaria gracilis var. angustifolia
- Maxillaria gracilis var. intermedia
- Maxillaria gracilis var. macrantha
- Maxillaria gracilis var. minor
- Maxillaria gracilis var. punctata
- Maxillaria gracilis var. queirogana
- Maxillaria penduliflora Fenzl
- Maxillaria punctata Lodd.
- Maxillaria queirogana Barb.Rodr.

Первоначально вид был описан Джорджем Лоддиджзом как представитель рода Максиллярия Maxillaria gracilis. В 2007 году часть видов этого обширного полифилетичного рода, наиболее родственных друг другу, была выделена в род Brasiliorchis.